# Kirche Heilig Kreuz (Langnau im Emmental)

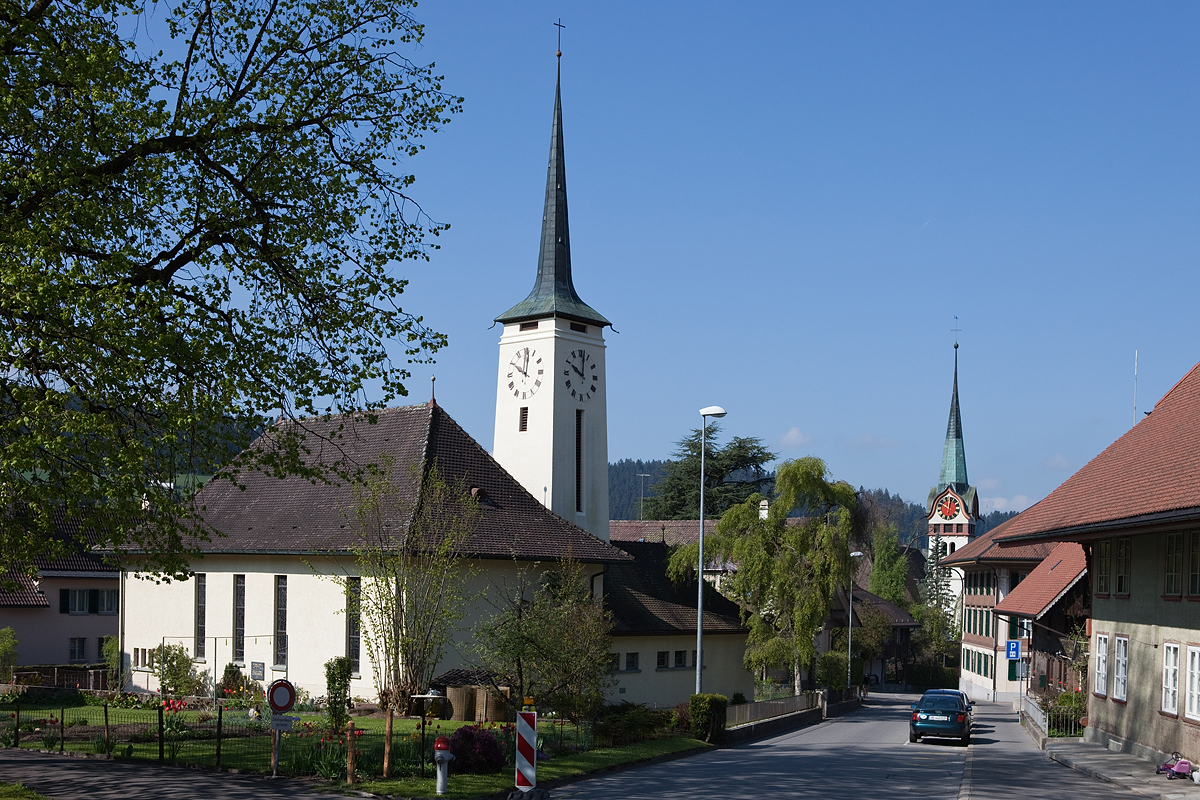
Haldenstrasse in Langnau im Emmental mit der katholischen (im Vordergrund) und reformierten Kirche

Die Kirche Heilig Kreuz ist die nach dem Heiligen Kreuz benannte römisch-katholische Kirche von Langnau im Emmental, Kanton Bern, Schweiz.

## Kirchengeschichte
Der erste katholische Gottesdienst in Langnau nach der Reformation  wurde 1900 im Hotel Hirschen gefeiert. Fortan war Langnau eine Aussenstation der 1884 gegründeten Pfarrei Maria Himmelfahrt von Burgdorf BE und wurde als solche 1928 bis 1938 von Louis Unternährer und danach von Johann Ignaz Senn betreut, bis sie am 24. Februar 1954 mit dem Luzerner Johann Maria Buholzer einen eigenen Pfarrer bekam. Am 1. Januar 1970 wurde per Dekret des bernischen Grossen Rates aus den Langnauer Katholiken eine eigenständige Kirchgemeinde. Am 20. August 1982 wurde Buholzer durch den am 20. Dezember 1930 in Ferden im Lötschental geborenen Hans Bloetzer abgelöst, und nach dessen tragischem Unfalltod im 30. September 1997 bei einer Bergtour im Mont-Blanc-Massiv wurde die Pfarrei von 1996 bis 2003 erstmals durch einen Nicht-Priester, den aus Deutschland stammenden Gemeindeleiter Bernhard Mast betreut.
Seit 1960 besitzt die Katholische Kirchgemeinde Langnau (damals noch Kultusverein genannt) gegenüber der Kirche an der Oberfeldstrasse 6 ein Pfarrhaus, und seit 1984 ein seither umgebautes Pfarreiheim an der Oberfeldstrasse 8.

## Baugeschichte
Der einfache Saalbau von Ernst Mühlemann wurde 1932 am 14. September, dem Fest der Kreuzerhöhung, eingesegnet und von da an wurde hier jeden Sonntag die Heilige Messe gefeiert. 1941 leuchtete in der Kirche erstmals Elektrisches Licht, am 16. Mai 1943 wurde die Orgel eingeweiht und am 26. August 1945 erfolgte die feierliche Weihe der Kirche durch Bischof Franziskus von Streng.

## Glasfenster
1944 schuf Leo Steck (1883–1960) neun grosse Glasfenster. Sieben davon stellen die sieben Sakramente dar: Taufe, Firmung, Eucharistie, Beichte, Ehe, Priesterweihe, Krankensalbung. Ein dreiteiliges Fenster rechts beim Eingang zeigt den Sündenfall, das Lamm Gottes auf dem Paradiesberg sowie Maria als Unbefleckte und ein weiteres dreiteiliges Fenster auf der Empore den König David: Inspiriert von der Taube des Heiligen Geistes spielt er die Harfe, und zu seiner Musik tanzen zwei Engel, die Spruchbänder schwingen.

## Orgel
Die Orgel auf der Westempore baute 1943 die Orgelbaufirma Kuhn in Männedorf. Das Instrument hat 12 Register auf zwei Manualen und Pedal.

## Glocken
Am 30. März 1963 wurden durch Generalvikar Dr. Lisibach aus Solothurn vier Glocken eingeweiht, von denen die as-Glocke nach Christus als König, die c-Glocke (gespendet von der Reformierten Kirchgemeinde Langnau) nach dem Heiligen Kreuz, die es-Glocke nach der Mutter Jesu und die f-Glocke nach dem Heiligen Geist benannt ist.

## Liturgische Ausstattung
Am 5. April 1974 wurden in der Kirche Heilig Kreuz fünf Bronzeskulpturen von Remo Rossi aufgestellt, und am 8. September, dem Fest Mariä Geburt, erfolgte die feierliche Altarweihe durch den Domkanzler Edmund Meier aus Solothurn. Die Skulpturengruppe umfasst
- ein Kruzifix
- das Tabernakel, auf dessen Vorderseite die Apokalyptischen Reiter durch den Christus als siegreicher Reiter auf dem weissen Pferd überwältigt werden und auf dessen Rückseite die gebärende Frau vom Drachen bedroht wird (vgl. Johannesoffenbarung 12).
- den Altar, der mit den Bildern der vier Evangelisten Matthäus, Markus, Lukas und Johannes geschmückt ist; Matthäus und Johannes tragen eine Mitra
- den Ambo, auf dessen Vorderseite ein Kranz von Engeln das Gotteswort als „Licht der Welt“ in die Finsternis der Welt trägt
- eine Statue der in den Himmel aufgenommenen Maria